# Автошлях Т 1414
Автошлях Т 1414 — автомобільний шлях територіального значення у Львівській області. Проходить північною околицею Львова територією Шевченківського району, місцевості Замарстинів та Клепарів через вулиці Гетьмана Мазепи та Винниця. Загальна довжина — 5 км.

## Маршрут
Автошлях проходить через такі населені пункти:
| Автошлях Т 1414            |               |
| Львівська область          |               |
| Львів Шевченківський район |               |
|                            | E40E372М06Н17 |
|                            | М10           |